# Bambara
Bambara er både navnet for Malis største etniske gruppe (36,5%) og dennes sprog, som fungerer som lingua franca i Mali. Bambarafolket er en del af mandéfolket, og sproget bambara har derfor meget tilfælles med for eksempel Mandinka, der tales af mandéfolk i Gambia. Sproget bambara kaldes også bamana og bamanankan, og tales af op mod seks millioner vestafrikanere, hovedsageligt i Mali, men også i Burkina Faso og Senegal.

## Eksempler

### Hilsner
Abedi - Goddag
Mba - mænds svar på "abedi" (betyder: "min mor")
Mse - kvinders svar på "abedi" (betyder: "min styrke")
Ani wula - god aften (mandligt svar: mba ni wula)
Ani sokoma - godmorgen (kvindeligt svar: mse ni sokoma)
A ni tle - god eftermiddag
Ala ka tle hera cha ya - Gud skænke en god dag (svar: Amen/Amina)
Enetje - tak
A be cho go di - Hej, hvordan går det?
Doni doni - stille og roligt
Ko kein - fint

### At være
(mso: kvinde; che: mand)
Né ye mso ye - Jeg er en kvinde
I ye che ye - Du er en mand
A ye che ye - Han er en mand
A ye mso ye - Hun er en mand
A ye wuulu ye - den er en hund (wuulu: hund)
Ay ye mogo ye - vi er mennesker (mogo: mennesker)
au ye che ye - de er mænd
aw ye mogo ye - I er mennesker

### Tal
1 - kelen
2 - fila
3 - saba
4 - naani
5 - duuru
6 - wooro
7 - wolonfla
8 - segin
9 - konoton
10 - tan
11 - tan ni kelen
12 - tan ni fila
13 - tan ni saba
...
20 - muga
30 - bi saaba
40 - bi naani
50 - bi duuru
...
100 - kémé
1000 - wa kelen
|  | Denne artikel kan blive bedre, hvis der indsættes geografiske koordinater Denne artikel omhandler et emne, som har en geografisk lokation. Du kan hjælpe ved at indsætte koordinater i wikidata. |